# Idioma islandés
El islandés (en islandés, íslenska) es la lengua oficial que se habla en Islandia. Es una lengua flexiva sintética de gran complejidad morfológica que pertenece a la familia de las lenguas germánicas, grupo germánico septentrional, subgrupo escandinavas occidentales; siendo la única lengua escandinava que no presenta variación dialectal. La hablan alrededor de 320 000 personas.
El islandés, aunque también pertenece al germánico septentrional (y deriva directamente del nórdico antiguo occidental), guarda diferencias muy notables con las restantes lenguas nórdicas debido a su escasa evolución lingüística.

## Aspectos históricos, sociales y culturales

### Historia
Antes de la introducción de la escritura basada en el alfabeto latino (que vino a reemplazar gradualmente al Futhark rúnico), existía en Islandia y en otros países nórdicos como Suecia, Dinamarca o Noruega una lengua en la que se componían largos y complejos poemas, que seguían unas normas concretas. Los autores que los escribían y recitaban eran denominados "skalden" (escaldos), en relación con aquellos poemas, que se llamaban "skald". Los "skalden" han escrito de este modo gran parte de la historia de Escandinavia.
La lengua normativa es una continuación directa de la lengua de los antiguos colonos, mostrando una fuerte influencia de la lengua del sudoeste de Noruega; de hecho, durante los primeros 200 años no había diferencias notables entre el nórdico antiguo y el islandés antiguo. Los lazos culturales entre las dos naciones fueron muy fuertes hasta el siglo XIV, cuando se produjo la Unión de Kalmar entre Dinamarca, Noruega y Suecia, que conllevó la separación entre islandeses y noruegos. En el siglo XVI los islandeses tradujeron la Biblia y otras literaturas de tipo religioso a su lengua; y los noruegos adoptaron el danés como lengua oficial de su Iglesia al producirse la reforma protestante.
La ocupación danesa de Islandia no ha tenido prácticamente influencia en la evolución de la lengua islandesa escrita, que se mantuvo vigente para las comunicaciones cotidianas de la población. El danés se usaba solamente para los comunicados oficiales, del mismo modo que se usó el inglés durante la ocupación estadounidense en la Segunda Guerra Mundial.
Aunque en 1944 la Constitución islandesa no estableció el islandés como la lengua oficial del Estado, es considerada la lengua de facto del país, y desde entonces es la única autorizada en los comunicados oficiales o en los edictos públicos.

### Evolución de la lengua

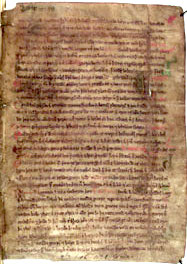
Una página del Landnámabók

Mientras que la mayoría de los idiomas europeos occidentales han reducido en gran medida el alcance de la flexión, particularmente en la declinación de los sustantivos, el islandés mantiene una gramática flexiva comparable a la del latín, el griego clásico, o el germánico.
El islandés escrito ha cambiado muy poco desde la era de los vikingos. Como resultado de esto, y de las similitudes gramaticales entre la gramática moderna y la antigua, los hablantes de la era actual pueden leer sin dificultad las sagas originales y edda que fueron escritos hace unos 800 años, pero, por otra parte, existe un desfase entre ortografía y fonética (ortografía histórica). Esta forma antigua del idioma se conoce como islandés antiguo, pero se suele igualar al nórdico antiguo (un término que se refiere a la lengua común escandinava de la era de los vikingos). Desde el punto de vista gramatical se considera que el islandés es la lengua nórdica más arcaizante.
Los islandeses son excepcionalmente conservadores en materia lingüística y muy reacios a aceptar los préstamos de otros idiomas. Así, en lugar de importar palabras de otras lenguas para conceptos nuevos, se crean nuevas palabras islandesas, como por ejemplo, heiðursmerki significa medalla y está compuesta por heiður (honor) y merki (estandarte, bandera). Otra forma es revivir palabras antiguas dándoles un significado moderno. Cada vez que surge un nuevo concepto o se crea un nuevo objeto, reviven o se crean nuevas palabras: hay un departamento de la Universidad de Islandia, en Reikiavik, que se encarga de acuñar un vocablo para ello.
Es posible establecer dos etapas de desarrollo de la lengua en cuanto a la pronunciación:
- Islandés antiguo o nórdico antiguo, hasta el año 1540.
- Islandés moderno, desde el año 1540 en adelante, con la traducción del Nuevo Testamento.

El islandés moderno sufrió los cambios debidos a la gran alteración fonética que afectó a todas las lenguas germánicas. Desde entonces, las antiguas vocales del noruego antiguo marcadas con acento agudo se transformaron en diptongos para el islandés, de este modo a = [a], e = [ε] y o = [ɔ] se transformaron en á = [au], é = [jε] y ó = [ou].

## Alfabeto
El alfabeto islandés está formado por 32 letras del alfabeto latino que fue introducido alrededor del año 1000, desplazando al rúnico. De las 26 letras del mencionado alfabeto se excluyen 4: C, Q, W y Z, pero se agregan 7 vocales con signo diacrítico: Á, É, Í, Ó, Ú, Ý, Ö y 2 consonantes: Ð/ð, que es una fricativa dental sonora; Þ/þ, que es una fricativa interdental sorda más la ligadura Æ/æ (heredada del latín) que se pronuncia como el diptongo [ai]. 
La Z fue derogada en 1974, y substituida por la S (que tenía la misma pronunciación). A pesar de ello, todavía quedan algunos hablantes que se resisten a abandonar aquella letra e incluso uno de los mayores periódicos islandeses, el Morgunblaðið, sostiene esa postura.
| A / a | Á / á | B / b | D / d | Ð / ð | E / e | É / é | F / f |
| G / g | H / h | I / i | Í / í | J / j | K / k | L / l | M / m |
| N / n | O / o | Ó / ó | P / p | R / r | S / s | T / t | U / u |
| Ú / ú | V / v | X / x | Y / y | Ý / ý | Þ / þ | Æ / æ | Ö / ö |

La siguiente tabla muestra cómo los caracteres especiales se pueden escribir en sistemas operativos como Microsoft Windows: consiste en mantener pulsada la tecla ALT hasta haber terminado de introducir la secuencia numérica deseada.
| Ð | ALT 0208 | ð | ALT 0240 |
| Þ | ALT 0222 | þ | ALT 0254 |
| Æ | ALT 0198 | æ | ALT 0230 |

En GNU/Linux se introducen mediante una codificación más universal, estandarizada y compatible: Unicode. Para introducir cualquier carácter Unicode se presiona Control+Shift+u y luego se teclea la combinación de caracteres (no hay que estar presionando todo el rato). Como indicativo de haber presionado Control+Shift+u, aparece una U subrayada. No obstante también existe una forma más rápida y sencilla de teclear estos caracteres, usando la tecla AltGr.
| Ð | U 00D0 | AltGr + D | ð | U 00F0 | AltGr + d |
| Þ | U 00DE | AltGr + P | þ | U 00FE | AltGr + p |
| Æ | U 00C6 | AltGr + A | æ | U 00E6 | AltGr + a |

## Descripción lingüística

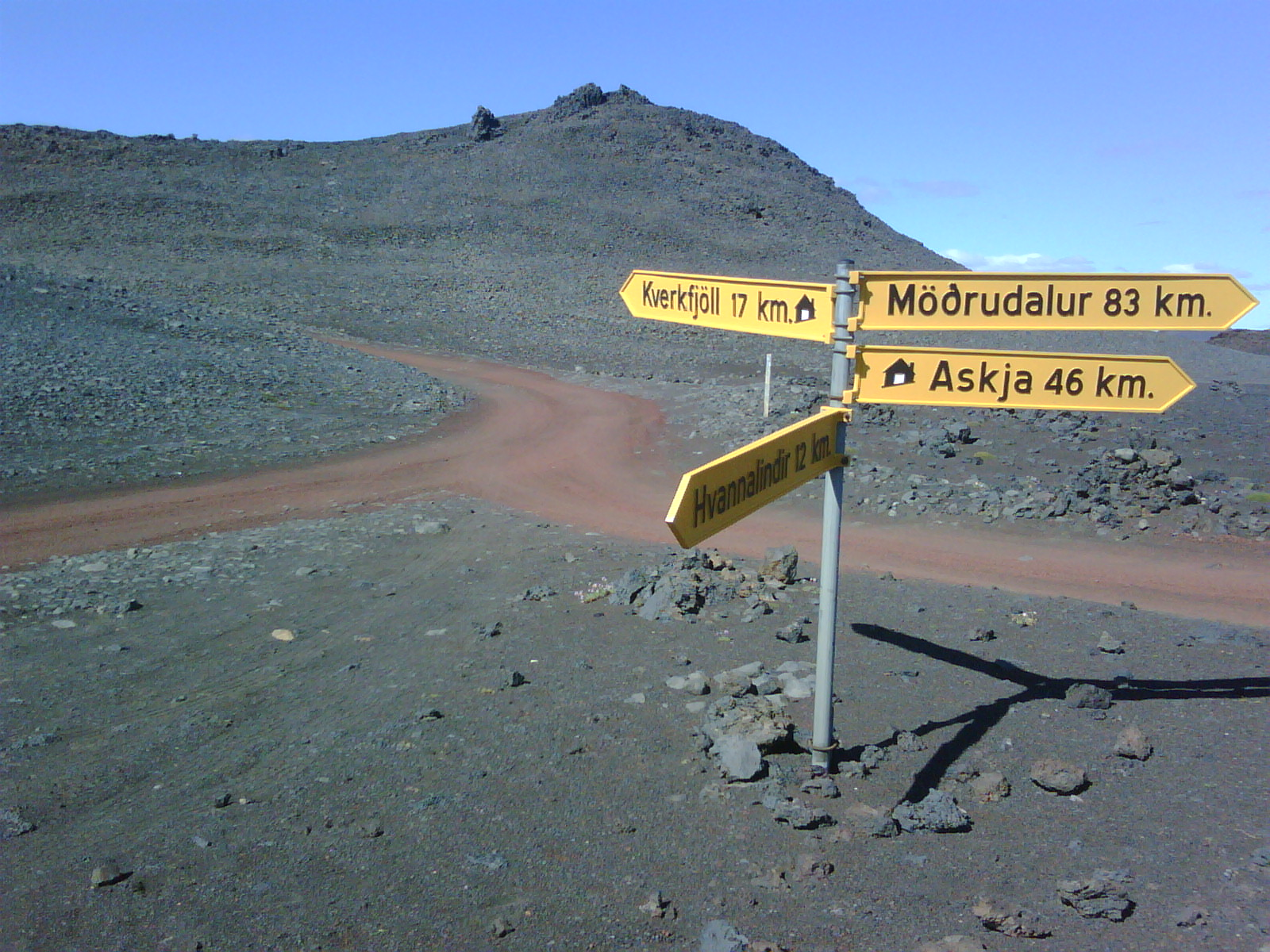
Señales en un cruce de caminos en Islandia

### Fonología
Lo que más cambió en el islandés moderno en relación con el antiguo noruego fue el sistema fonológico, especialmente en lo que se refiere a su sistema vocálico. Del siglo XII tenemos una excelente descripción del sistema fonológico del islandés antiguo en el llamado primer tratado gramatical. En él consta que en el islandés había 9 unidades vocálicas cualitativas, teniendo un total de 26 fonemas vocálicos, ya que estas podían ser orales o nasales, cortas o largas.
En lo que se refiere a las consonantes oclusivas, el islandés presenta contraste entre aspiradas y no aspiradas, en lugar de entre sordas y sonoras, como en la mayoría de las lenguas europeas. También son comunes las oclusivas sordas preaspiradas. Sin embargo, las consonantes fricativas y los fonemas sonorantes presentan contraste regular sonoro, incluyendo las nasales (algo poco frecuente en las lenguas del mundo). Adicionalmente, hay contraste de longitud para varios fonemas, con la excepción de las consonantes sordas sonorantes.

### Consonantes
|                     | Bilabial | Bilabial | Labio- dental | Labio- dental | Dental | Dental | Alveolar | Alveolar | Palatal | Palatal | Velar | Velar | Glotal | Glotal |
| ------------------- | -------- | -------- | ------------- | ------------- | ------ | ------ | -------- | -------- | ------- | ------- | ----- | ----- | ------ | ------ |
| Oclusiva            | pʰ       | p        |               |               | tʰ     | t      |          |          | cʰ      | c       | kʰ    | k     | ʔ      |        |
| Nasal               | m̥        | m        |               |               | n̥      | n      |          |          | ɲ̊       | ɲ       | ŋ̊     | ŋ     |        |        |
| Fricativa           |          |          | f             | v             | θ      | ð      | s        |          | ç       | j       | x     | ɣ     | h      |        |
| Vibrante Múltiple   |          |          |               |               |        |        | r̥        | r        |         |         |       |       |        |        |
| Aproximante lateral |          |          |               |               |        |        | l̥ ɣ      | l ɣ      |         |         |       |       |        |        |

Las sonoras fricativas [v], [ð], [j] y [ɣ] no son completamente constrictivas y son a menudo más cercanas a aproximantes que a fricativas.
La condición de [c] y [cʰ] como fonemas o como alófonos de /k/ y /kʰ/ es materia de debate. Por otra parte, la presencia de pares mínimos como gjóla [couːla] «brisa» contra góla [kouːla] «aullido» y kjóla [cʰouːla] «vestidos» contra kóla [kʰouːla] «cola» sugiere que las oclusivas palatales son fonemas separados. Por otra parte, solo las oclusivas palatales, no las velares, pueden aparecer ante vocales anteriores, y algunos lingüistas (verbigracia Rögnvaldsson) han insistido en una representación fonémica subyacente de [couːla] y [cʰouːla] como /kjoula/ y /kʰjoula/ respectivamente, mediante un proceso fonológico de fusión de /k(ʰ)j/ en [c(ʰ)]. Que esta aproximación, que se ajusta a la ortografía y con procesos históricos, represente una realidad sincrónica es materia de debate.
Las fricativas dentales [θ] y [ð] son alófonos de un mismo fonema. /θ/ se usa al comienzo de la palabra, como en þak [θaːk] «techo» y ante una consonante sorda, como en maðkur [maθkʏr] «gusano». [ð] se emplea en forma intervocálica, como en iða [ɪːða] «vórtice» y al final de la palabra, como en bað [paːð] "baño", aunque puede ser desonorizada en [θ] ante pausa.
De las sordas nasales, solo [n̥] aparece al comienzo de la palabra, por ejemplo en hné [n̥jɛː] «rodilla». Recientemente, ha aumentado la tendencia de pronunciar esta como sonora, especialmente entre los niños; verbigracia, pronunciando hnífur«cuchillo» como [nivʏr] en lugar de la estándar [n̥ivʏr]. La nasal palatal aparece ante las oclusivas palatales y las nasales velares ante las oclusivas velares. La [ŋ] aparece también ante [l] y [s] a través de la supresión de [k] en los grupos [ŋkl] y [ŋks].
Las preaspiradas [ʰp ʰt ʰc ʰk] (verbigracia: löpp [lœʰp] «pie») no ocurren en posición inicial. En la mayoría de los análisis, la longitud de la consonante es vista como fonémica, mientras que la longitud vocálica como determinada completamente por el ambiente.

### Vocales
| Monoptongos | Anterior | Posterior |
| ----------- | -------- | --------- |
| Cerrada     | i        | u         |
| Semicerrada | ɪ • ʏ    |           |
| Semiabierta | ɛ • œ    | ɔ         |
| Abierta     | a        | a         |

Donde los símbolos aparecen en pares, aquel a la derecha del punto representa una vocal redondeada.
| Diptongos                            | El componente más cerrado es anterior | El componente más cerrado es posterior |
| ------------------------------------ | ------------------------------------- | -------------------------------------- |
| El componente más abierto es medio   | ei • øy                               | ou                                     |
| El componente más abierto es abierto | ai                                    | au                                     |

#### Cantidad vocálica
La cantidad es la duración de las vocales, diptongos y sílabas en aquellas lenguas indoeuropeas caracterizadas como lenguas cuantitativas. 
En islandés los monoptongos y diptongos tónicos son largos en los siguientes casos:
- En palabras monosílabas cuando la vocal se encuentra al final de la palabra:
  - fá [fauː] «recibir»
  - nei [neiː] «no»
  - þú [θuː] «tú»
- Ante una sola consonante:
  - fara [ˈfaːra] «ir»
  - hás [hauːs] «ronco»
  - vekja [ˈvɛːca] «despertar»
  - ég [jɛːɣ] «yo»
  - spyr [spɪːr] «pregunto»
- Ante cualquiera de estos grupos [pr tr kr sr], [pj tj sj], o [tv kv]. Excepción: si hay una t ante el infijo k. Verbigracia notkun y litka. (Existen también excepciones adicionales como um y fram, donde la vocal es corta a pesar de las reglas y en, donde la longitud de la vocal depende del contexto.)
  - lipra [ˈlɪːpra] «a la ágil»
  - sætra [ˈsaiːtra] «de los dulces»
  - akra [ˈaːkra] «a los campos»
  - hásra [ˈhauːsra] «de los roncos»
  - vepja [ˈvɛːpja] «chorlito»
  - letja [ˈlɛːtja] «disuadir»
  - Esja [ˈɛːsja] topónimo de una montaña
  - götva [ˈkœːtva] como en uppgötva «descubrir»
  - vökva [ˈvœːkva] «regar»

Ante otros grupos consonánticos (incluidos los oclusivos preaspirados [hp ht hk] y consonantes geminadas), las vocales acentuadas son cortas. Las vocales inacentuadas son siempre breves.
- Karl [kʰartl̥] «Carlos»
- standa [ˈstanta] «estar de pie»
- sjálfur [ˈsjaulvʏr] «(uno) mismo»
- kenna [ˈcʰɛnːa] «enseñar»
- fínt [fin̥t] «fino»
- loft [lɔft] «aire»
- upp [ʏʰp] «arriba»
- yrði [ˈɪrðɪ] como en nýyrði «neologismo»
- ætla [ˈaiʰtla] «desear»
- laust [løyst] «ligeramente»

(Nota: en islandés el acento recae siempre en la primera sílaba.)

### Gramática

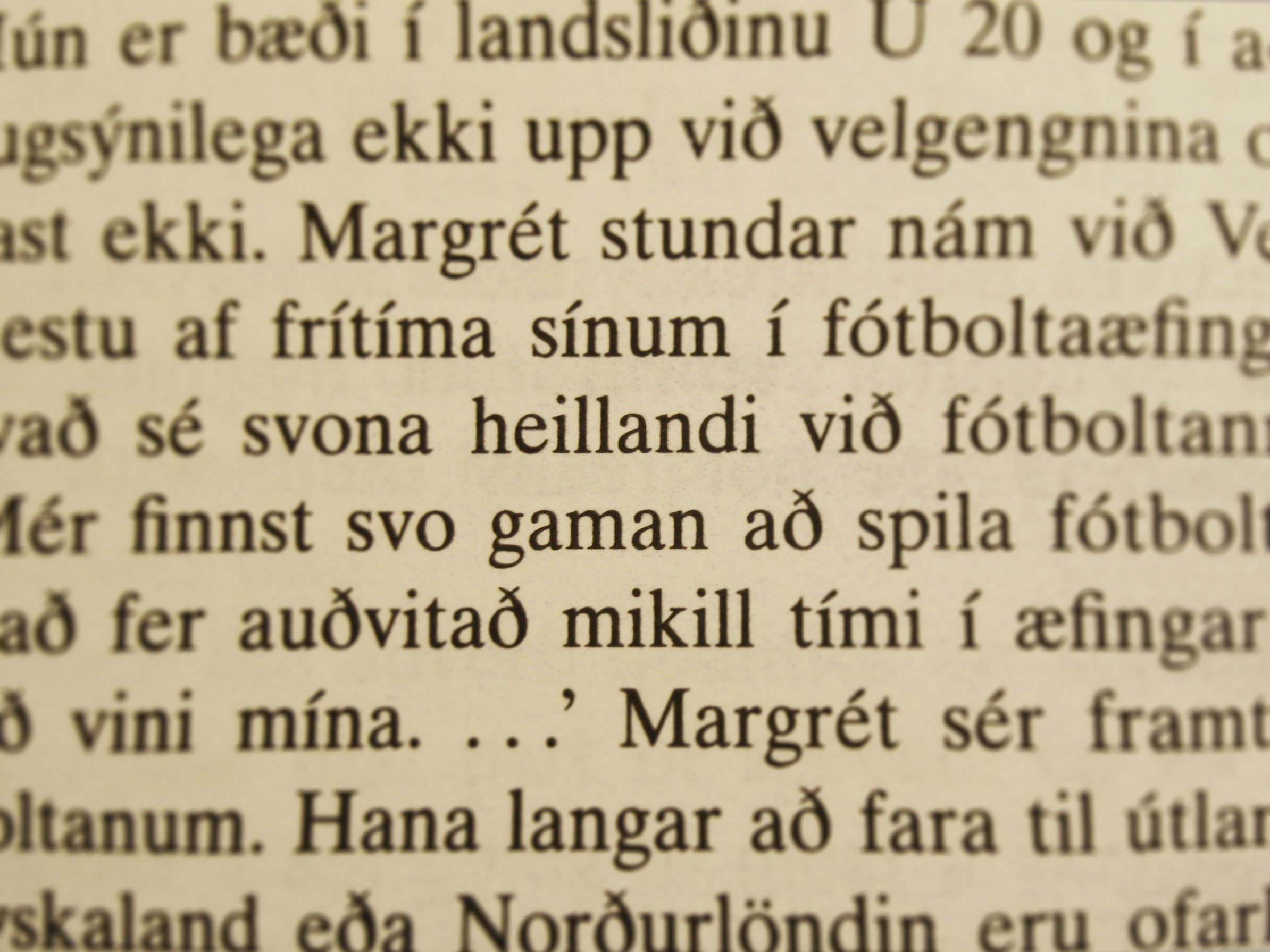
Página 206 de Islandés coloquial

El islandés es una lengua de la familia germánica escandinava occidental y la más «arcaica» de las lenguas germánicas. Tiene tres géneros gramaticales: masculino (karlkynsorð), femenino (kvennkynsorð) y neutro (hvorugkynsorð), que se dividen en fuertes y débiles, al igual que los adjetivos. Tiene dos números: singular y plural. Los sustantivos, el artículo definido (greinir), los pronombres (fornöfn) y el adjetivo (lýsingarorð) se declinan en cuatro casos: nominativo (nefnifall), genitivo (eignarfall), acusativo (þolfall) y dativo (þágufall).
Los sustantivos masculinos fuertes (sterkt karlkynsorð) se dividen en cuatro grupos, los femeninos fuertes (sterkt kvennkynsorð), en tres grupos, y los neutros fuertes (sterkt hvorugkynsorð) forman un solo grupo.
Los sustantivos masculinos débiles (veikt karlkynsorð) se dividen en dos grupos, al igual que los femeninos (veikt kvennkynsorð), y los neutros (veikt hvorugkynsorð) forman un solo grupo que contiene unas pocas palabras.
Los adjetivos son fuertes (sterkt lýsingarorð) cuando no se usa artículo y débiles (veikt lýsingarorð) si el artículo está presente.
Los cuatro primeros numerales se declinan.
El sistema verbal es muy similar a lenguas germánicas más antiguas, con verbos fuertes (sterk sögn) y verbos débiles (veik sögn). Los modos en islandés son: el modo indicativo que tiene los siguientes tiempos: presente (nútið), pretérito (þátið), perfecto, pluscuamperfecto, futuro simple y futuro perfecto. El modo subjuntivo está compuesto por los mismos tiempos que el indicativo. El condicional distingue entre condicional y condicional perfecto. El infinitivo, el supino, el participio, que distingue al igual que el alemán entre presente, pasado y el modo imperativo. Además, el verbo tiene tres voces: activa, media y pasiva.
Al igual que otras lenguas escandinavas, el artículo definido es pospuesto cuando el sustantivo no va acompañado por un adjetivo o el adjetivo sigue al sustantivo, y va delante del adjetivo cuando el adjetivo antecede al sustantivo.
El acento de las palabras recae en casi todos los casos en la primera sílaba.

### Gramáticas del islandés
- Islandés moderno:
  - García Pérez, R. (2012): Gramática del islandés contemporáneo, CreateSpace Independent Publishing Platform, 456 págs., ISBN 1480137111, ISBN 978-1480137110
  - Stefán Einarsson (2002): Icelandic: Grammar, Text and Glossary (1945; 2000). Johns Hopkins University Press, ISBN 9780801863578
- Islandés antiguo:
  - Fernández Álvarez, P. (1999): Antiguo Islandés: Historia y lengua, Ediciones Clásicas, 365 págs., ISBN 84-7882-365-4